# Abdul Wahab Abdul Salam Attar
Abdul Wahab Abdul Salam Attar (arabisch عبد الوهاب بن عبد السلام عطار, DMG ʿAbd al-Wahhāb b. ʿAbd as-Salām ʿAṭṭār; * 1940 in Mekka) ist ein saudischer Diplomat.

## Studium
1967 wurde er Bachelor der Betriebswirtschaft der Universität Kairo. Doktor der Philosophie (Wirtschaftswissenschaften), University of Southern California, USA.

## Werdegang
Er war Mitbegründer der Takamul Investment Holding Company.
Er war Mitglied der Geschäftsführung der Saudi Loan Bank und des Saudi Aramco. Von 1969 bis 1971 wurde er in der Planungskommission beschäftigt. 1971 nahm er an der Konferenz der Experten für soziale Angelegenheiten in Tripolis, Libyen teil. 1974 nahm er an der dritten Regionalkonferenz der Bildungsminister und der Minister für Wirtschaftsplanung in den arabischen Staaten in Rabat teil. 1975 nahm er an der Konferenz der Bevölkerungspolitik in Kairo sowie der Konferenzen der arabischen Minister für soziale Angelegenheiten in Khartum teil. Er war Staatssekretär für soziale Angelegenheiten.
Von 3. August 1995 bis 2001 war er Planungsminister in der Saudischen Regierung. Von 2002 bis 17. November 2016 war er Ständiger Vertreter der Saudischen Regierung nächst dem Büro der Vereinten Nationen in Genf.

## Rolle bei der ersten Entführung von Sultan bin Turki II bin Abdulaziz Al Saud
Ein britischer Begleiter des verschwundenen Sultan bin Turki II bin Abdulaziz Al Saud berichtete, dass nach dem Prince Sultan sediert und als Krankentransport mit einer Boeing 747 nach Riad entführt worden war Attar in der Suite des Prinzen im InterContinental Geneva erschien, den Begleitern erklärte Prince Sultan sei in Riad, wer zuletzt geht, zahlt die Rechnung für die Suite. In der Folge wurden die persönlichen Gegenstände, Papiere, Akten und Dokumente von Prince Sultan in einem gesonderten Flugzeug, das auf die Entourage von Abdul Aziz bin Fahd registriert war nach Riad gesandt.
Am 18. September 2012 erklärte Attar dem Menschenrechtsrat der Vereinten Nationen in Genf, Baschar al-Assad begehe „Verbrechen gegen die Menschlichkeit“.